# Het boek der schedelen
Het boek der schedelen (Engels: The Book of Sculls) is een sciencefictionroman uit 1972 van de Amerikaanse schrijver Robert Silverberg. De roman werd in 1972 genomineerd voor de Nebula Award en in 1973 voor de Hugo Award en de Locus Award.

## Verhaal
Vier universiteitsstudenten ontdekken een Catalaans manuscript, getiteld "The Book of Skulls" (het boek der schedelen), over een orde van monniken die in een klooster in de woestijn van Arizona wonen, wiens leden de macht zouden hebben om onsterfelijkheid te schenken aan degenen die hun bizarre inwijdingsritueel voltooien. De jongens reizen naar het klooster, waar ze worden geaccepteerd en hen wordt verteld dat voor elke groep van vier die ermee instemmen het ritueel te ondergaan, er twee moeten sterven om de anderen te laten slagen. Een moet zichzelf opofferen en de andere moet worden geofferd door een of meer van de anderen.